# Thierry Chèze
Pour les articles homonymes, voir Chèze (homonymie).
Thierry Chèze est un journaliste, critique de cinéma et animateur de télévision et de radio français.

## Biographie
Journaliste au magazine Studio Ciné Live depuis 1993, Thierry Chèze est chroniqueur dans les émissions Ça balance à Paris, sur Paris Première, et La Quotidienne du cinéma et Star Mag, sur TPS Star Il collabore également au magazine Première.
En 2005, il réalise 30 ans de César, un documentaire consacré à l'académie des Césars. En 2010, il commente, sur Paris Première, la cérémonie des Emmy Awards. 
Durant l'été 2013, il anime, avec Éric Naulleau, On revit le match, sur RTL. 
Il présente également le Ciné-club, sur France 2. 
Durant l'été 2014 il anime chaque samedi à 19H Les Tubes de vos étés avec Agnès Bonfillon sur RTL. 
Depuis 2015, il participe à l'émission La Dispute, sur France Culture.
En 2018 il relance Studio Magazine, dont il assure la rédaction en chef.